# Küküllőszög
Küküllőszög is een etnische Hongaarse streek die zich uitstrekt langs de rivier de Târnava in het district Alba en District Mureș in (Transsylvanië) in Roemenië. In de streek langs de rivier wonen circa 70.000 mensen. 
Vanaf het dorpje Suplac in het oosten rijgt zich aan de oevers van de Kleine Târnava of Balta een 70 kilometer lang lint aaneen van dorpen met een Hongaarse meerderheid. 

## Historische territoriale indeling
Voor 1918 was de streek onderdeel van het Hongaarse comitaat Kis-Küküllő. Daarna kwam het gebied in handen van Roemenië maar bleef het comitaat bestaan als district Târnava-Mică. Na de Tweede Wereldoorlog stelde Roemenië rayons in en werd het gebied ingedeeld bij het rayon Mureș. In 1952 volgde weer een hervorming en kwam het gebied onder de Regio Stalin te vallen die bestuurd werd vanuit Orașul Stalin (Brașov). In 1956 volgde weer een hervorming en werd het onderdeel van de Hongaarse Autonome Provincie Mureș, dit duurde tot 1968. Vanaf dat moment is het gebied verdeeld onder Alba en Mureș.

## Gemeenten
De streek bestaat uit de onderstaande gemeenten:
- Adămuș (in twee kernen; Dâmbău (Küküllődombó) en Crăieşti (Magyarkirályfalva)
- Bucerdea Grânoasă (Búzásbocsárd) In de hoofdkern wonen ruim 400 Hongaren en in het piepkleine Padure zijn de Hongaren in de meerderheid.
- Blaj (Balázsfalva) In de hoofdkern wonen 396 Hongaren, verder wonen er veel Hongaren in Tiur (Tűr). In het dorp Petrisat (Magyarpéterfalva) is een Hongaarse meerderheid.
- Cetatea de Baltă (Küküllővár), in de hoofdkern wonen 351 Hongaren, in het dorp Sântămărie (Boldogfalva) is een Hongaarse meerderheid.
- Gănești (Vámosgálfalva), in alle kernen vormen de Hongaren de meerderheid in deze gemeente.
- Mica (Mureș) (Mikefalva), in deze gemeente zijn in 5 van de zeven dorpen de Hongaren in de meerderheid.
- Șona (Szépmező), in deze gemeente zijn de Hongaren in Sânmiclăuş (Betlenszentmiklós) in de meerderheid en wonen er ook Hongaren in Biia (Magyarbénye)
- Suplac (Küküllőszéplak), in de hoofdkern en in het dorp Idrifaia (Héderfája) wonen Hongaren in meerderheid.
- Târnăveni (Dicsőszentmárton), dit stadje geldt als het hart van de streek.

Enkele karakteristieke dorpen:
- Petrisat (Magyarpéterfalva)[1]
- Sânmiclăuș (Bethlenszentmiklós)[1]
- Sântămărie (Boldogfalva)[1]
- Tiur (Tűr)

In totaal wonen er bijna 15.000 etnische Hongaren in de streek.

## Afbeeldingen
De etnografische veelvuldigheid uit zich in de dorpen door de vele kerkjes die dan weer Hongaars, dan weer Roemeens zijn. De etnische Roemenen in het gebied kerken in Grieks-Katholieke of Orthodox Roemeense kerken. De etnische Hongaren zijn aangesloten in Hongaarse Gereformeerde, Unitarische of Rooms-Katholieke parochies.

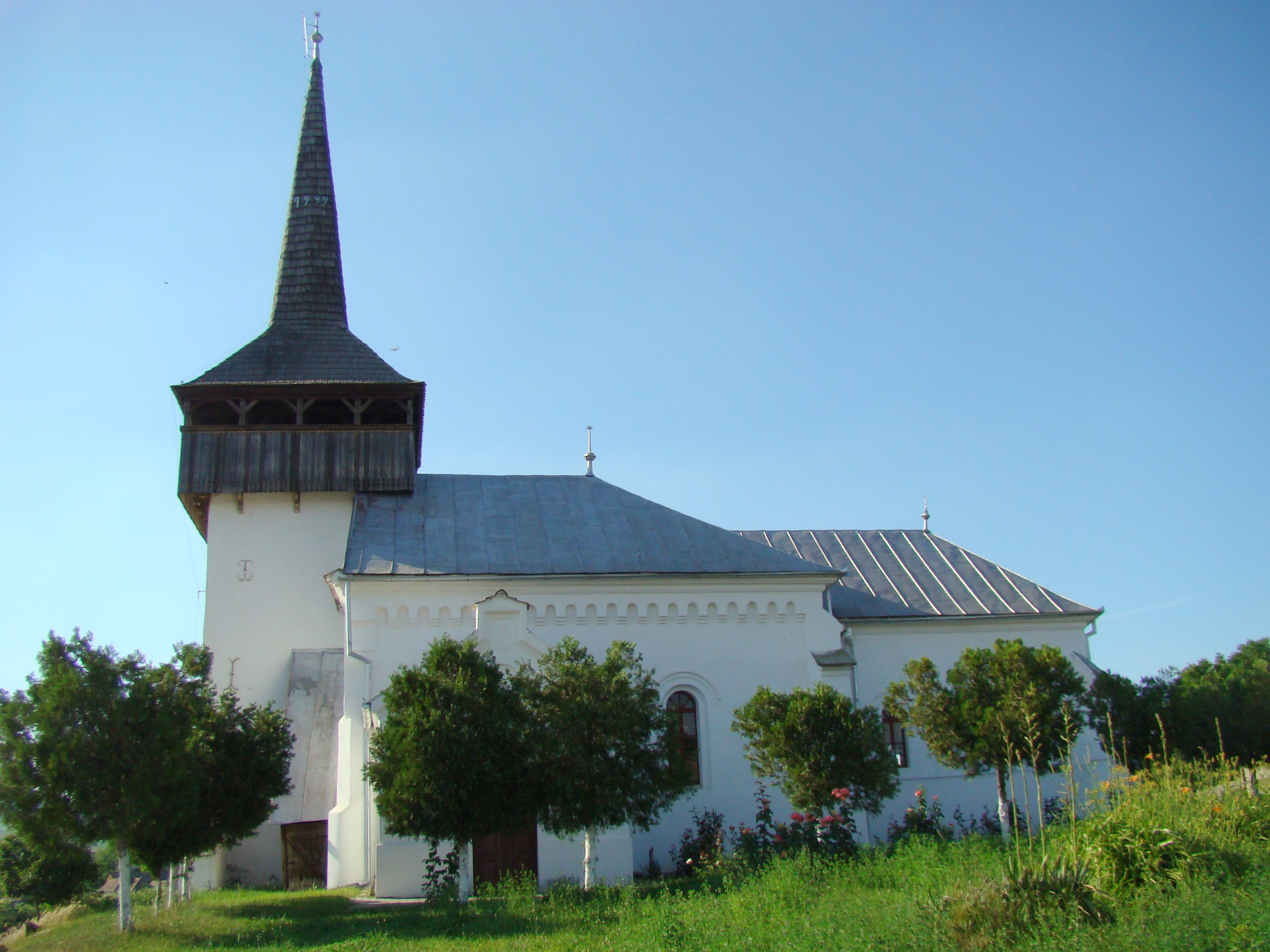
Hongaarse Gereformeerde kerk van Bucerdea Grânoasă (Búzásbocsárd
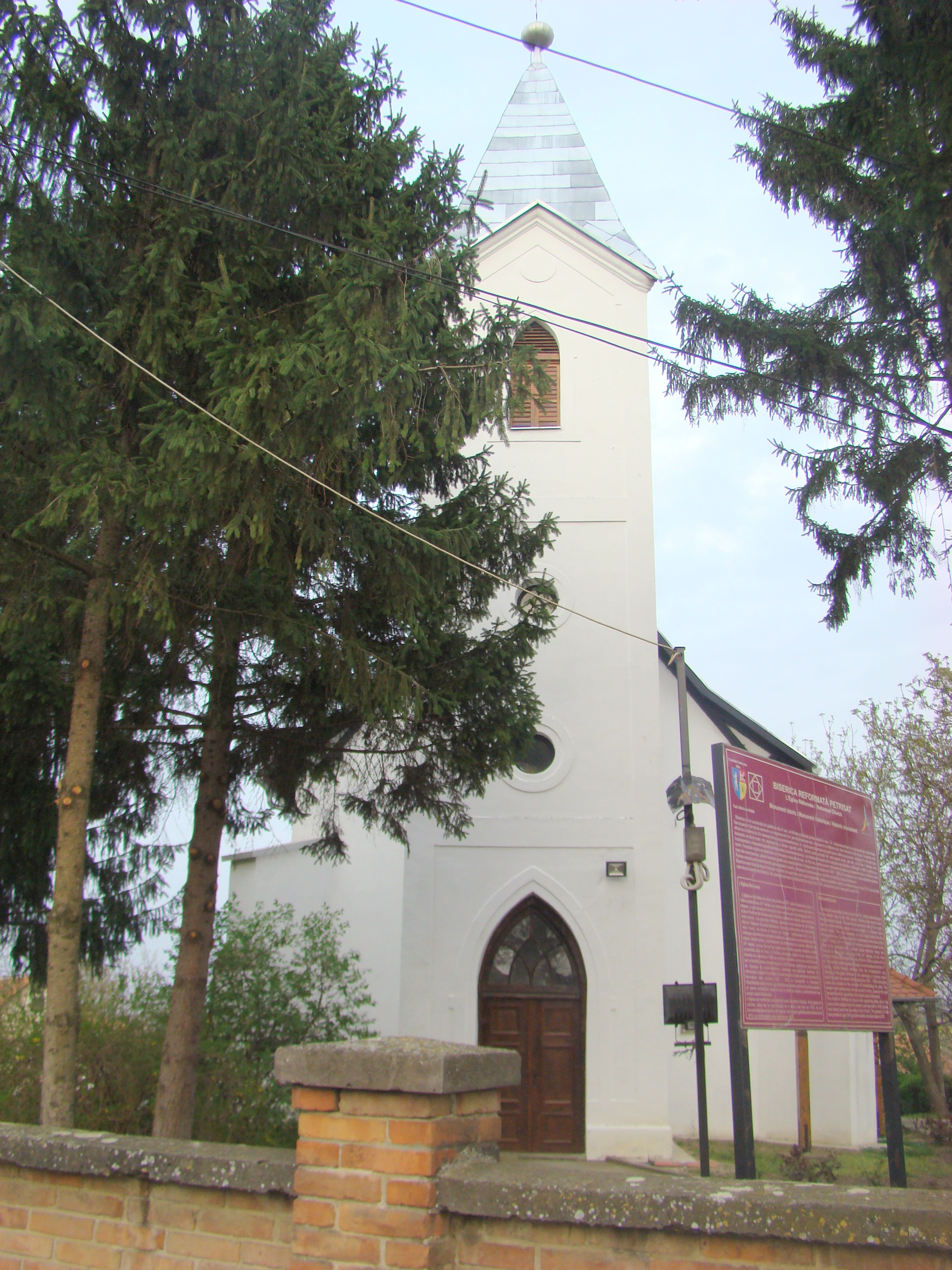
Rooms-Katholieke kerk van Petrisat
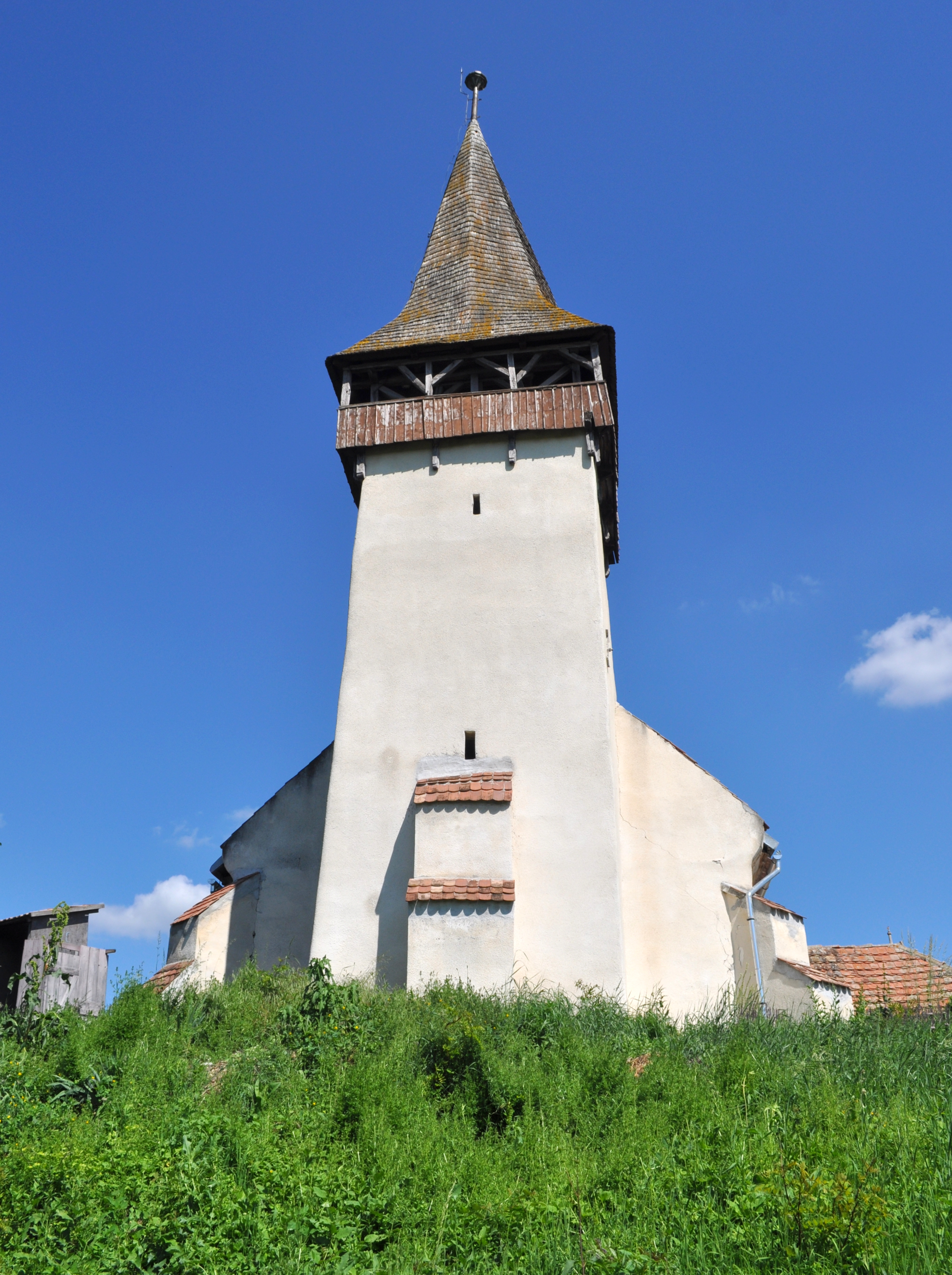
Hongaarse Unitarische Kerk van Sânmiclăuș (Bethlenszentmiklós)
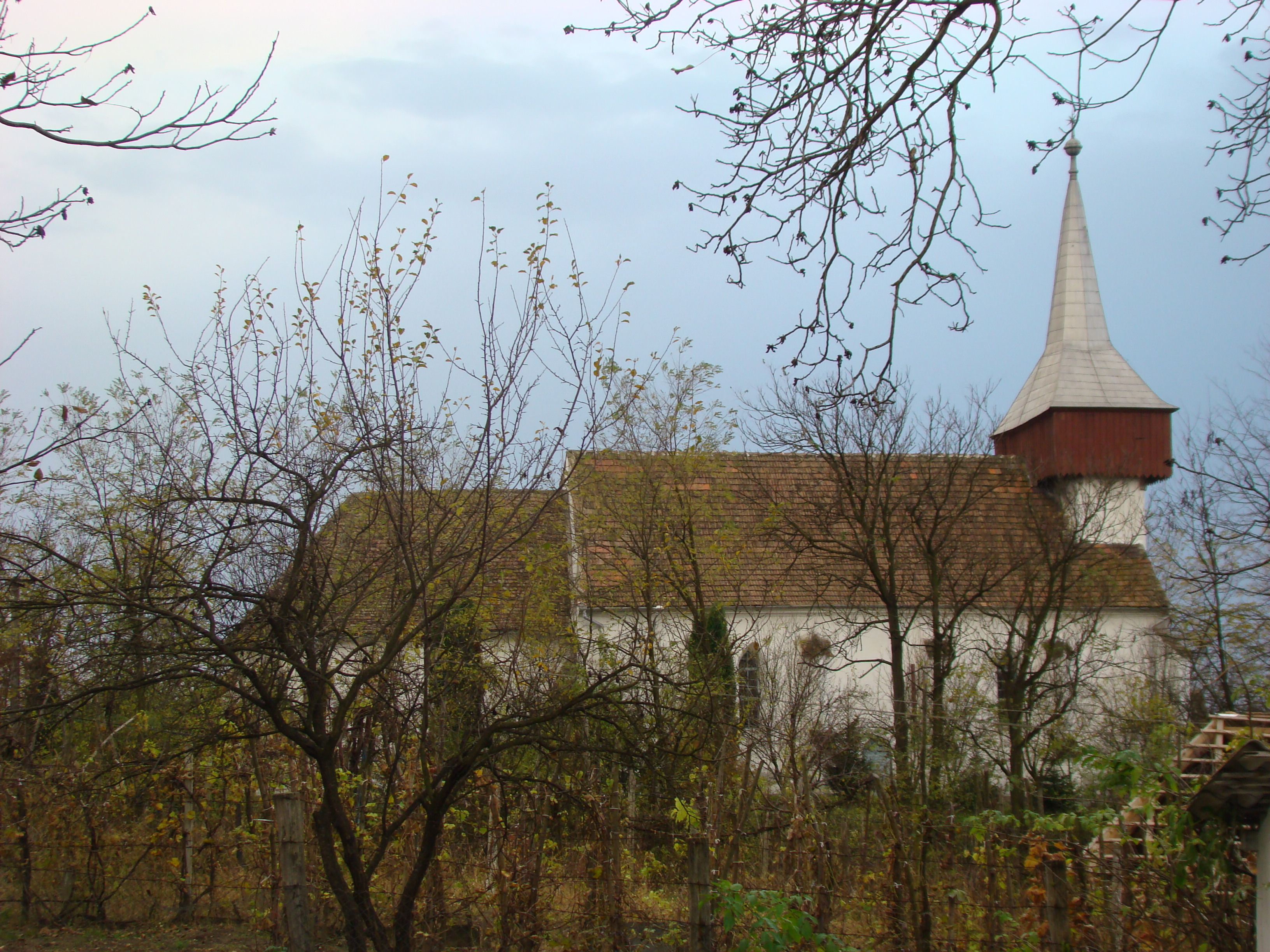
Hongaars Gereformeerde kerk van Cetatea de Baltă (Küküllővár)
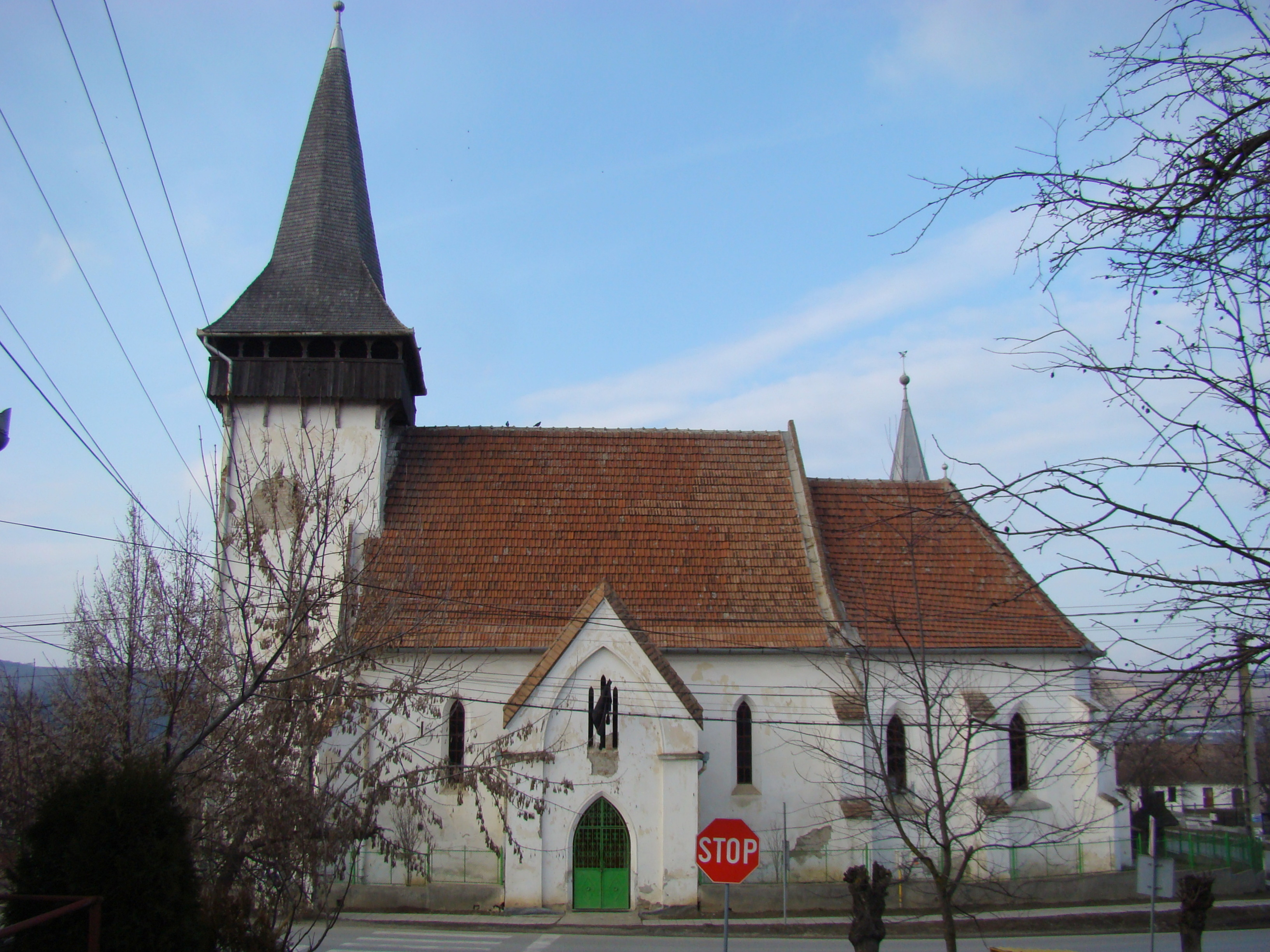
De Hongaarse Unitarische kerk van Adamuș.
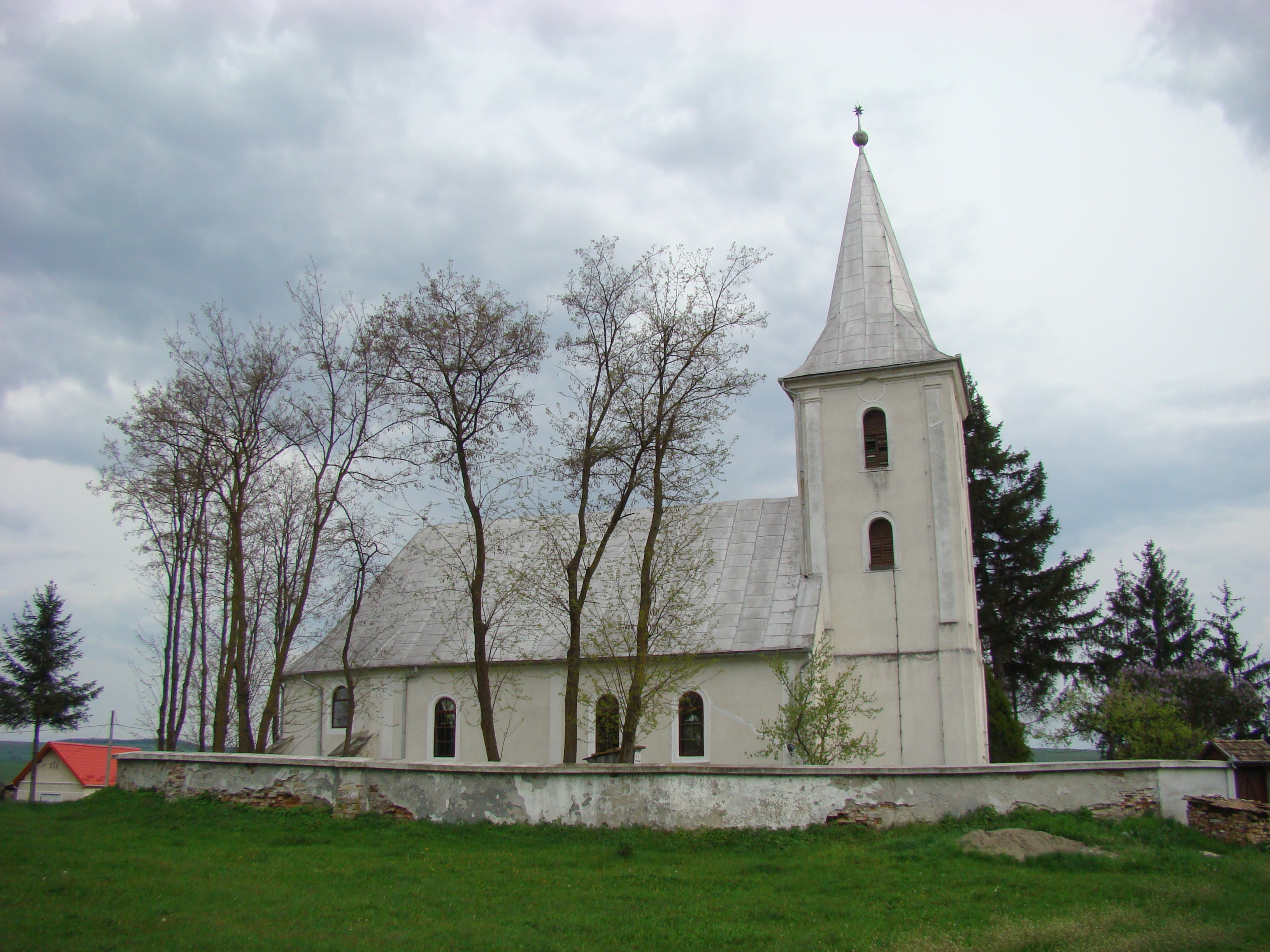
De Hongaars Gereformeerde kerk van Crăieşti (Magyarkirályfalva)
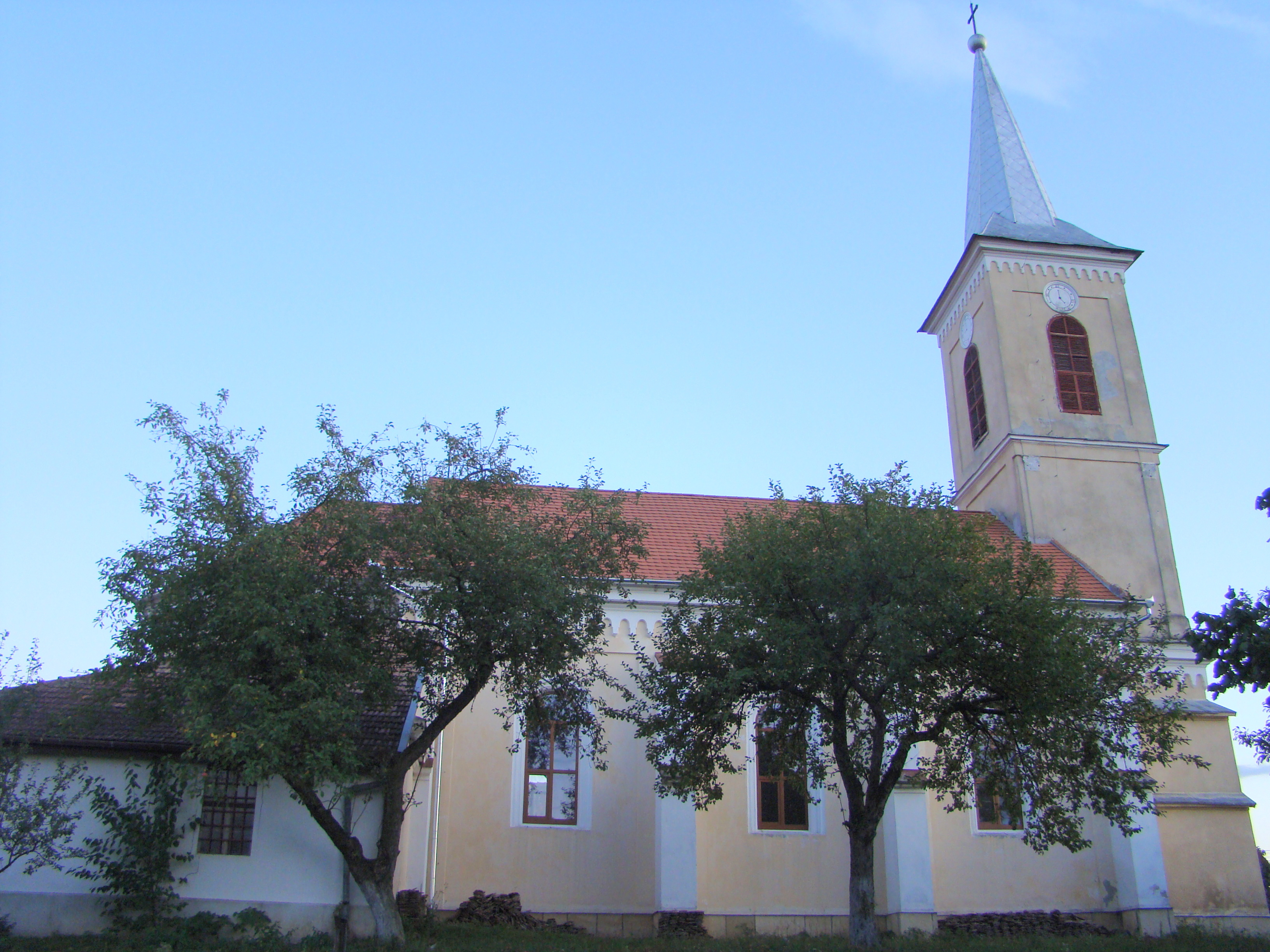
Rooms-Katholieke kerk van Seuca (Szőkefalva)
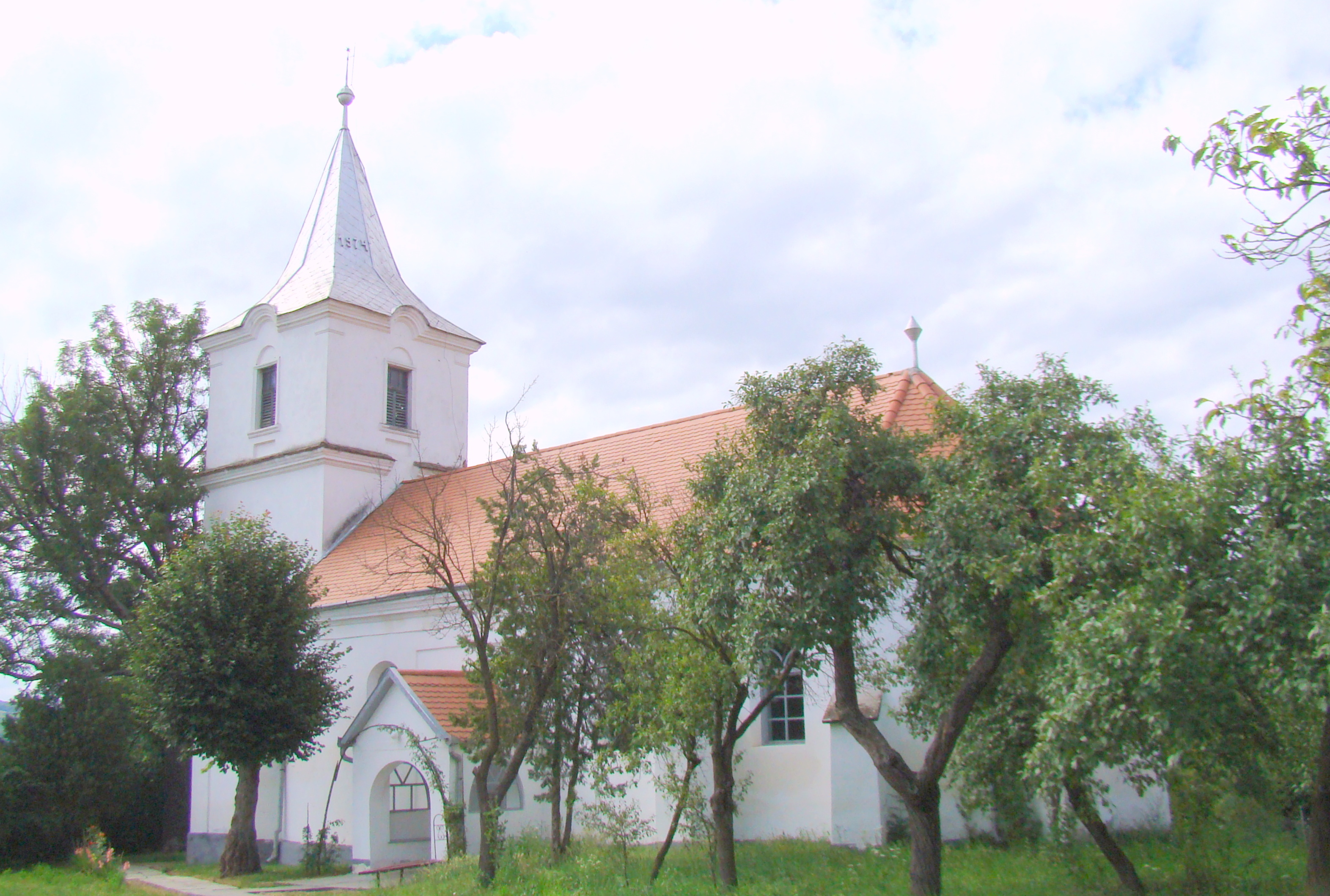
Hongaars Unitarische kerk van Deaj (Désfalva)

## Bevolkingssamenstelling
De streek is van oudsher een gemengd gebied waar zowel Roemenen, Hongaren als Saksen leefden.
Tijdens de volkstelling van 2011 was de samenstelling van de bevolking in de acht gemeenten als volgt:
| Gemeente          | Totaal | Roemenen | Hongaren       |
| ----------------- | ------ | -------- | -------------- |
| Adămuș            | 5.147  | 2.237    | 1.980          |
| Blaj              | 20.630 | 16.146   | 1.304          |
| Bucerdea Grânoasă | 2.235  | 1.437    | 415            |
| Cetatea de Baltă  | 2.930  | 1.347    | 491            |
| Gănești           | 3.573  | 858      | 2.290          |
| Mica (Mureș)      | 4.539  | 787      | 2.378          |
| Șona              | 4.067  | 2.734    | 930            |
| Suplac            | 4.539  | 787      | 2.378          |
| Târnăveni         | 22.075 | 14.831   | 3.157          |
| Totaal            | 67.445 | 41.160   | 14.081 (20,9%) |

Ter vergelijking de situatie in 1900:
| Gemeente          | Totaal | Roemenen | Hongaren     | Saksen |
| ----------------- | ------ | -------- | ------------ | ------ |
| Adămuș            | 5.926  | 2.583    | 3.129        | 32     |
| Blaj              | 8.150  | 5.388    | 1.897        | 835    |
| Bucerdea Grânoasă | 3.094  | 2.225    | 784          | 9      |
| Cetatea de Baltă  | 3.684  | 2.559    | 719          | 227    |
| Gănești           | 3.723  | 1.504    | 2.165        | 16     |
| Mica (Mureș)      | 4.578  | 1.704    | 2.611        | 23     |
| Șona              | 5.635  | 3.216    | 1.270        | 1.123  |
| Suplac            | 3.885  | 1.787    | 1.457        | 636    |
| Târnăveni         | 5.304  | 2.513    | 2.666        | 83     |
| Totaal            | 43.979 | 23.479   | 16.698 (38%) | 2.984  |